# تسليع التراث
تسليع التراث هو العملية التي تُقيَّم من خلالها الموضوعات والتعابير الثقافية بصورة أساسية من ناحية قيمة المبادلة الخاصة بها خاصة في سياق السياحة الثقافية. تصبح التعابير والمجالات الثقافية هذه «بضائع ثقافية» تتحول إلى سلع تشترى وتباع وتربح من صناعة السياحة الثقافية. في سياق العولمة الحديثة، تُنتَج طبقات معقدة وغالبًا متناقضة من المعنى في المجتمعات المحلية، ويمكن لتسويق التعابير الثقافية للمرء أن يؤدي إلى تدهور ثقافة معينة بنفس الوقت الذي تساعد في دمجه بالاقتصاد العالمي. إن عودة الأرباح أو «الارتشاح» الذي يحدث مع تدفق رأس المال السياحي إلى موقع سياحي تراثي (مثل بائعي الحرف اليدوية، وبائعي الطعام، وصنّاع السلال، وعناصر أخرى عديدة تُنتَج محليًا وتعتمد على رأس المال السياحي) هي جزء هام من أي تنمية مستدامة ويمكن أن يُعتبَر مفيدًا للمجتمعات المحلية. تعيد السياحة التراثية الحديثة إنتاج ديناميكية اقتصادية تعتمد على رأس المال من السياح والشركات في خلق قابلية حياة ونمو مستدامة. غالبًا ما تُربَط السياحة بصورة مباشرة بالتنمية الاقتصادية، لذلك ينظر الكثير من الجماهير للعولمة على أنها توفير وصول متزايد للخدمات الطبية الأساسية والسلع المهمة.
نمت صناعة السياحة بسرعة خلال العقدين الأخيرين، وربما سيستمر التوسع في المستقبل. كان هناك نحو مليار سائح قادم عام 2008 بالمقارنة مع 25 مليون فقط عام 1950. علاوة على ذلك، في 2008، كانت السياحة مسؤولة عن نحو تريليون دولار أمريكي. حول العالم، تولّد السياحة نحو 5% من إجمالي الناتج المحلي، ونسبة مماثلة من الناس موظفون في صناعة السياحة. نظرًا إلى أن كل ثقافة بمفردها موجهة للسياحة تحتاج إلى «نقاط بيع» معينة كي تجذب رأس المال السياحي، يُسمَح برصد مجالات معينة من التراث لإعطاء السائح الانطباع بأنه يتلقى تجربة «أصيلة». بهذه الطريقة، تعطي السياحة فرصًا للمجتمعات لتحديد من تكون ولدعم هويتها من خلال تسليع مجالات ثقافية معينة يعتبرها المجتمع مهمة تستحق الاستنساخ. يجب أن تملك الوجهات السياحية مجموعة معينة من الصفات التي تميزها عن الوجهات الأخرى، وهنا تختار المجتمعات المحلية كيف تقدم نفسها للعالم. تسمح هذه القدرة على خلق هوية وإعادة إنتاج هوية المجموعة -في حقل السياحة الثقافية- للسكان المحليين بالتعبير عن كبريائهم العرقي و«تصبغ أماكن وأحداث بهويات تمثل اهتماماتهم وقيمهم بأفضل صورة ممكنة».

## الأصالة والنظرة السياحية
يفسر عالم الاجتماع جون يوري «النظرة السياحية» بأنها مجموعة التوقعات التي يضعها السياح حول السكان المحليين عندما يشاركون في السياحة التراثية بحثًا عن خوض تجربة «أصيلة». استجابة لتوقعات السائح وغالبًا للصور النمطية الثقافية والعرقية، يعكس السكان المحليون «نظرة» توقعات السياح من أجل الفائدة المالية. لا يمكن للسياح تحمّل كل اللوم على هذه العملية، على أي حال، لأن جهود التسويق التي يُروَّح لها بقوة من قبل منظمي الجولة، ووسائل الإعلام الشعبية، والحكومات المحلية جميعها تساهم في إنتاج «النظرة» السياحية. غالبًا ما توصف هذه النظرة بأنها عملية مُدمِّرة غالبًا ما تختزل فيها التعابير الثقافية المحلية الهامة لتصبح سلعًا، وهذه التقاليد فقدت شعبيتها لدى السكان المحليين. قد تكون أيضًا مُدمِّرة من حيث أن السكان المحليين يصبحون مستهلكين من خلال عملية اقتصادية تقدر تعابير ثقافية معينة على تعابير أخرى، والموضوعات الثقافية التي لا يمكن تحويلها بسهولة إلى سلع فاقدة لشعبيتها ويمكن أن تضيع في النهاية. يمكن أن تمثل هذه النظرة أيضًا معززًا للهوية العرقية لأنها يمكن أن تعيد إحياء التقاليد الثقافية التي قد تفقد شعبيتها تحت بقايا الاستعمار والإمبريالية.